# Intereconomics
Intereconomics publiziert englischsprachige Beiträge von namhaften Autoren aus Wissenschaft, Politik und Wirtschaft zu aktuellen Themen der Wirtschafts- und Sozialpolitik in Europa. Die Zeitschrift will eine Brücke zwischen Wissenschaft und politischer Praxis schlagen und die Leser wissenschaftlich fundiert und in nichttechnischer Sprache über aktuelle wirtschaftspolitische Themen informieren. Sie gehört zu den traditionsreichen wirtschaftswissenschaftlichen Fachzeitschriften.

## Publikation
Intereconomics erschien erstmals 1966 in Hamburg, wo die Redaktion bis heute ansässig ist. Seit 2007 wird Intereconomics infolge der Auflösung des Hamburgischen Welt-Wirtschafts-Archivs (HWWA) von der Deutschen Zentralbibliothek für Wirtschaftswissenschaften (ZBW) – Leibniz-Informationszentrum Wirtschaft – herausgegeben. In den wissenschaftlichen Beirat wurden Wirtschaftswissenschaftler berufen, die sich der wissenschaftlich-empirischen Politikberatung verpflichtet fühlen.
Seit Januar 2009 wird Intereconomics gemeinsam von ZBW und der Brüsseler Denkfabrik Centre for European Policy Studies (CEPS) – herausgegeben.
Intereconomics besteht aus den Rubriken Editorial, Forum, Articles und Letter from America. Im Editorial wird ein aktuelles wirtschaftspolitisches Ereignis oder Thema kurz kommentiert, während im Forum in mehreren Beiträgen ein Themenkomplex aus unterschiedlichen Blickwinkeln und Denkrichtungen diskutiert wird. Das Forum bietet einen Überblick zum Stand der Diskussion auf dem jeweiligen Gebiet und stellt zumeist den Schwerpunkt des Heftes dar. Die Articles thematisieren weitere wirtschaftspolitische Themen und Trends. Sie werden zumeist von europäischen Wirtschaftsforschern verfasst.